# Bézique
Bézique, Bésique, Bésigue oder Bézigue sowie eingedeutscht auch Besik oder Besit war ein zu Ende des 19. und Beginn des 20. Jahrhunderts in Frankreich und im Vereinigten Königreich populäres Kartenspiel. Bézique war das bevorzugte Kartenspiel von Winston Churchill, das Spiel soll in der französischen Provinz Poitou entstanden sein, von wo es nach Paris kam.
Zur Familie der Bézique-Spiele zählen Binokel und seine amerikanische Variante Pinochle, Schnapsen bzw. Sechsundsechzig, Klaberjass und die verschiedenen Jass-Varianten.

## Das Spiel
Bézique wird von zwei Personen mit zwei Paketen Pikettkarten, das heißt zwei Mal 32 Blatt französischer Karten, gespielt, eine Partie wird gewöhnlich auf bis zu 1000 Punkte (Points) gespielt.
Jeder Spieler erhält acht Blätter; die nächste Karte wird offen aufgeschlagen und bestimmt die Atout-Farbe. Die übrigen Karten werden verdeckt quer über die offene Karte gelegt, der so gebildete Stapel ist der Talon. Nach jedem Stich heben beide Spieler eine Karte vom Talon ab (vergleiche Sechsundsechzig).
Man meldet ähnlich wie im Pikett.
- Vier Asse gelten 100,
- vier Könige 80,
- vier Damen 60,
- vier Buben 40;
- Mariage (König und Dame) gilt in Atout 40, sonst 20.
- Pik-Dame und Karo-Bube bilden Bézique und gelten 40,
- beide Pik-Damen und beide Karo-Buben heißen Doppelbézique und zählen 500.
- Die Quinte-Major in Trumpf (Ass, Zehn, König, Dame, Bube) zählt 250.

Man darf nur melden, wenn man einen Stich gemacht hat. Zwei Meldungen auf einmal finden nicht statt.
In den Stichen rechnet man, wie bei so vielen Spielen, Ass elf, Zehn zehn, König vier, Dame drei, Bube zwei. Die Trumpf-Sieben gilt zehn, die übrigen Blätter nichts.
Solange der Talon nicht aufgebraucht ist, ist kein Bedienen vorgeschrieben, am Schluss des Spieles aber muss bekannt bzw. mit Atout gestochen werden.
Quelle: Meyers Konversations-Lexikon von 1895

## Ergänzungen
Bézique kann als Chouette auch von drei oder mehr Personen gespielt werden.